# Sekursko
Sekursko (dawniej również Sobiekursko ) – wieś w Polsce, położona w województwie łódzkim, w powiecie radomszczańskim, w gminie Żytno.
| SIMC    | Nazwa   | Rodzaj     |
| ------- | ------- | ---------- |
| 0148139 | Folwark | osada      |
| 0148145 | Góry    | przysiółek |

W latach 1975–1998 miejscowość administracyjnie należała do województwa częstochowskiego.
We wsi znajduje się zespół dworsko-parkowy. Budynek dworu pochodzi z początku XX wieku i do końca II wojny światowej należał do rodziny Biedrzyckich.